# Аскуэнага, Мигель де
Мигель де Аскуэнага, Мигель Игнасио де Аскуэнага (исп. Miguel de Azcuénaga, Miguel Ignacio de Azcuénaga; 4 июня 1754, Буэнос-Айрес, Вице-королевство Перу, Испанская империя — 19 декабря 1833, Буэнос-Айрес, Аргентинская конфедерация) — аргентинский военный и политик, известный член Первой хунты Аргентины и первый губернатор-интендант Буэнос-Айрес после Майской революции (1812—1813).

## Биография
Мигель Игнасио де Аскуэнага родился 4 июня 1754 года в городе Буэнос-Айрес, столице провинции Рио-де-ла-Плата, входившей в состав вице-королевства Перу. Его отцом был Висенте де Аскуэнага (1706—1787), а матерью — Роза де Басавилбасо де Уртубия-и-Толедо, дочь Доминго де Басавилбасо и Игнасии де Уртубия-и-Толедо, потомок Габриэля де Толедо и жены последнего, Ана Рамирес де Фигероа-и-Возмедиано (из Корриентеса), потомок Урсулы де Ирала (дочери знаменитого завоевателя и губернатора Доминго Мартинеса де Иралы и гуарани Леонор, дочери вождя Мокирасе) — которая благодаря своей особой красоте и социальному престижу была любимицей общества Буэнос-Айреса.
В 1795 году Мигель де Аскуэнага женился на своей кузине Руфине де Басавилбасо, дочери Мануэля Басавилбасо и Франсиски Гарфиас.
Мигель де Аскуэнага учился в Малаге и Севилье (Испания). В 1773 году, вернувшись в Буэнос-Айрес (Вице-королевство Перу), он вступил в армию в звании младшего лейтенанта артиллерии. Он сражался с португальцами в Восточной полосе (современный Уругвай).
В 1776 году вице-королевство Перу было разделено на две части, и южный регион (современные Аргентина, Боливия, Парагвай и Уругвай) стал называться вице-королевством Рио-де-ла-Плата. В 1777 году Аскуэнага был назначен советником городского совета Буэнос-Айреса.
В 1802 году он получил звание полковника и был назначен командиром добровольческого пехотного батальона Буэнос-Айреса. В 1806 и 1807 годах он принимал активное участие в двух английских вторжениях.
В 1810 году Мигель де Аскуэнага принял участие в Майской революции, 25 мая став членом Первой хунты Аргентины. Хунта поручила ему организацию и укрепление ополчений, насильственную вербовку на военную службу безработных мужчин из Буэнос-Айреса, известных как «ленивые и плохо развлекающиеся».
После революции 5-6 апреля 1811 года он был сослан в провинцию Сан-Хуан за симпатии к позициям Мариано Морено. В 1812 году он вернулся в Буэнос-Айрес, где занимал различные государственные должности.
13 января 1812 года Первый триумвират назначил его первым губернатором-интендантом интендантства Буэнос-Айреса после Майской революции.
В 1818 году Мигель де Аскуэнага был назначен начальником штаба, а в 1819 году принял участие в Тукуманском конгрессе, который утвердил унитарную конституцию, которая так и не вступила в силу.
В 1828 году он представлял Аргентину на переговорах, последовавших за Бразильской войной. В следующем году он был выслан из Буэнос-Айреса по приказу генерала-унитарианца Хуана Лавалье.

## Смерть
Мигель Аскуэнага скончался 19 декабря 1833 года в возрасте 79 лет. Он все еще занимал пост законодателя в Буэнос-Айресе. Его останки покоятся на кладбище Реколета в городе Буэнос-Айрес. Губернатор Хуан Хосе Вьямонте приказал построить кенотаф на Северном кладбище (современное кладбище Ла Реколета), который существует и по сей день. В официальном указе говорилось, что «замечательные заслуги, которые он оказал нации во все времена бригадного генерала Мигеля де Аскуэнаги, и особенно в дни славной независимости, требуют демонстрации, которая прославит имя этого патриота и сохранит память о его гражданских добродетелях».

## Материальное наследие
Поместье Мигеля де Аскуэнаги — в городке Оливос, всего в 10 км к северу от города Буэнос-Айрес — было построено Прилидиано Пуэйрредоном. Его унаследовал Карлос Вильяте Олагер, который подарил его при условии, что он станет президентской резиденцией.